# Micke Cederberg
Michael Lennart Cederberg, känd som Micke Cederberg, född 23 augusti 1964 i Bankeryds församling i Jönköpings län, är en svensk musikredaktör och radioprogramledare.
Micke Cederberg växte upp i Bankeryd och Habo norr om Jönköping. Han verkade i unga år som säljare på varuhus och mentalskötare i nämnda stad. Sedan 1981 har han också vid sidan av det dagliga fungerat som discjockey.
År 1994 kom han till Sveriges Radio där han stationerad i Norrköping bland annat jobbat som programledare och musikredaktör i P3, P4 och P4 Plus. Han arbetade med Tracks och Kajs spellista i nära samarbete med Kaj Kindvall mellan 1994 och 2014. Samma år började han arbeta med Svensktoppen, där han också periodvis varit programledare. Han har även arbetat med program som P4 Musik, P4 Retro och P4 Musikmix samt ansvarat för streamingtjänster och vissa spellistor.
Vidare har han i många år tillhört juryn för Melodifestivalen.
Han var vikarierande programledare för Melodikrysset under sju lördagar i juli och augusti 2022 efter att Anders Eldeman slutat.